# Dumitru Păcuraru
Dumitru Păcuraru ( 10 iunie 1955) scriitor, jurnalist, monografist, analist politic.  Director general și editorialist la cotidianul "Informația zilei"    https://informatia-zilei.ro/ și Revista "Poesis". D.P. înființează în 1990 Asociația Culturală  "Solstițiu", iar în 2005  schimbă denumirea asociației în "Centrul multicultural Poesis", gazda și organizatoarea "Zilelor culturale Poesis" și editor al revistei "Poesis". Fondator al revistei "Poesis Internațional" ( 2010).  Dumitru Păcuraru a debutat la 33 de ani cu a patra carte pe care o scris-o, drept pentru care, după Revoluția anticomunistă română din 1989, a renunțat la poezie pentru gazetărie. Un premiu de debut al Uniunii Scriitorilor din România, oferit de D.R. Popescu și Aurel Rău, în valoare de 5 600 lei, îi oferă ocazia de a înființa imediat după Revoluția Română Anticomunistă, săptămânalul "Sostițiu" apărut în 10 ianurie 1990, la Satu Mare. În anul 1993, împreună cu Ilie Sălceanu, transformă săptămânalul"Solstițiu' în cotidianul " Informația Zilei" și intră într-un parteneriat cu Evenimentul Zilei,  relație care se termină după plecarea lui Ion Cristoiu de la conducerea ziarului bucureștean cu cel mai mare tiraj din România.

### Jurnalism și literatură
1990. Ianuarie. Dumitru Păcuraru fondează, împreună cu Ilie Sălceanu și Nae Antonescu, publicația săptămânală "Solstițiu" ( 10 ianuarie 1990- august 1993); 
1990 . Înființează la București săptămânalul FALIMENT (moral, politic, economic), tiraj 100 000 exemplare. Colaboratori:Ion Zubașcu, Petre Barbu, Paul Vinicius, Aurelia Boriga, Dorin Sălăjan, Mihail Gălățanu, Cristian Pavel, Ionuț Popescu, Cornel Speriatu  George Stanca, etc.  După cinci numere publicația FALIMENT dă faliment.
1991.  Înființează revista Raluca, primul număr fiind dedicat fiicei ziaristului Dorin Sălăjan, împușcată mortal la București în timpul Revoluției din decembrie 1989; 
August 1993. Apare cotidianul  Informația Zilei Satu Mare, în parteneriat cu Evenimentul Zilei București;
1994. Fondează publicația în limba maghiară Satmari Expressz;
2003 Fondează cotidianul Informația "Zilei de Maramureș";
2005 Fondează cotidianul în limba maghiară Szatmari Hirlap, redactor șef Veres Istvan;
2010  Fondează revista Poesis Internațional.
2012  Fondează  postul regional de televiziune "Informația TV"

Ce mai scurtă întrebare a gazetarului D. Păcuraru cu cel mai mare răsunet: "Domnule Iliescu, credeți în Dumnezeu" preluată din Informația Zilei din 26 ortombrie 1996 de candidatul CDR Emil Constantinescu la președinția României la sfârșitul dezbaterii cu Ion Iliescu. 
https://informatia-zilei.ro/calugarul-vasile-pe-urmele-intrebarii-domnule-iliescu-credeti-in-dumnezeu/